# Kiruhura (vattendrag i Burundi, Cankuzo)
Kiruhura är ett vattendrag i Burundi.   Det ligger i provinsen Cankuzo, i den östra delen av landet, 140 kilometer öster om huvudstaden Bujumbura.
I omgivningarna runt Kiruhura växer huvudsakligen savannskog. Runt Kiruhura är det ganska glesbefolkat, med 32 invånare per kvadratkilometer.